# تشابه رینولدز
تشابه رینولدز(به انگلیسی: Reynolds analogy) رابطه ای است که انتقال حرارت و انتقال اندازه حرکت در یک سیال آشفته را به یکدیگر مرتبط می سازد.این رابطه به صورت زیر تعریف می شود:
{\displaystyle {\frac {f}{2}}={\frac {h}{C_{p}\times G}}={\frac {k'_{c}}{V_{av}}}}
در این رابطه {\displaystyle f} ضریب اصطکاک فانینگ،{\displaystyle C_{p}} ظرفیت گرمایی و {\displaystyle h} ضریب جابجایی حرارتی می باشد.